# Pombalia glabra
Pombalia glabra (Dowell) Paula-Souza – gatunek roślin z rodziny fiołkowatych (Violaceae). Występuje naturalnie w Stanach Zjednoczonych (w Arizonie), Meksyku, Belize, Gwatemali, Salvadorze, Hondurasie, Nikaragui, Kostaryce, Panamie, Kolumbii, Wenezueli, Antylach Holenderskich, Ekwadorze, Peru oraz Boliwii. 

## Morfologia
PokrójZimozielony krzew.
LiścieBlaszka liściowa ma kształt od eliptycznego do lancetowatego lub podługowato-lancetowatego. Mierzy 1,5–7 cm długości oraz 0,3–2,5 cm szerokości, jest piłkowana na brzegu, ma zbiegającą po ogonku nasadę i spiczasty wierzchołek. Przylistki są równowąskie i osiągają 1–5 mm długości. Ogonek liściowy jest nagi i ma 2 mm długości.
KwiatyZebrane w gronach, skąpo ukwieconych, wyrastają z kątów pędów. Mają działki kielicha o lancetowatym kształcie. Płatki są od podługowatych do owalnie lancetowatych, mają białą i niebieską lub fioletową barwę oraz 1–2 mm długości, przednie są od podługowatych do lancetowatych i mierzą 8–12 mm długości.
OwoceTorebki mierzące 4-6 mm długości, o jajowatym kształcie.

## Biologia i ekologia
Rośnie w lasach i zaroślach. Występuje na wysokości do 1000 m n.p.m.